# Ružinov
Ružinov (allemand : Rosenheim hongrois : Főrév) est un quartier de la ville de Bratislava (Slovaquie) qui se trouve à l'est du centre.
Par sa superficie (39,6 km²) et le nombre d'habitants (70 004), il est l'un des plus grands parmi les 17 quartiers de Bratislava.

## Histoire
Il y a environ 5 500 ans se sont installés les premiers habitants dans l'actuelle partie est de Ružinov : "Vlčie hrdlo" (aujourd'hui site de l'entreprise Slovnaft).

## Démographie

### Évolution de la population
| Année:               | 1994.  | 2004.   | 2014.   | 2024.    |
| -------------------- | ------ | ------- | ------- | -------- |
| Nombre de personnes: | 73 911 | 69 657  | 70 660  | 83 401   |
| Différence:          |        | -5,75 % | +1,43 % | +18,03 % |

| Année:               | 2023.  | 2024.   |
| -------------------- | ------ | ------- |
| Nombre de personnes: | 82 483 | 83 401  |
| Différence:          |        | +1,11 % |

## Politique
| Nom            | Parti politique         | date de l'élection | Fin du mandat |
| -------------- | ----------------------- | ------------------ | ------------- |
| Slavomír Drozd | SMER,SMK-MKP,ĽS-HZDS,SF | 02.12.2006         | Déc. 2010     |